# بریستول ترمپ
بریستول ترمپ (به انگلیسی: Bristol Tramp) یک هواگرد ساختِ کارخانهٔ بریستول ایروپلین در کشور بریتانیا است .